# Lisandro
Lisandro (em grego:  Λύσανδρος; ? — 395 a.C.) foi um estratego (general) e navarco (almirante) espartano, comandante da frota que derrotou os atenienses na embocadura do Egospótamos, durante a Guerra do Peloponeso em 405 a.C. No ano seguinte tomou Atenas, forçando a liderança ateniense a capitular, pondo assim fim à guerra.

## Vida e carreira
Seu pai, Aristocleito, era um dos Heráclidas, mas não era membro da família real de Esparta, e Lisandro cresceu na pobreza. Segundo Cláudio Eliano, ele era um dos mothaces, servos das famílias ricas que eram enviados junto com seus filhos para serem educados.
Não sabemos os detalhes de sua infância e muito pouco de sua carreira. Muito do que se sabe de sua existência deve-se aos escritos de Plutarco, historiador e moralista grego. Conta que era um homem de espírito hábil, sagaz, e, quase sempre ambicioso e cruel. Diziam-no uma raposa em pele de leão. “Quando a pele de um leão não tem o tamanho necessário, podemos completá-la, costurando-lhe um retalho de pele de raposa”.
Já era navarco (comandante supremo da marinha) quando se travou a batalha naval de Notium (406 a.C.), na qual foi derrotada a frota ateniense comandada por Alcibíades.
Estabeleceu um sistema de governo autoritário na região que ficou sob sua influência. Fez aliança com Ciro ,o Moço, irmão de Artaxerxes II, rei dos persas, a fim de conseguir um ponto de apoio na Ásia Menor e poder mais livremente enfrentar a frota ateniense.

## Triunfo
Com o apoio do Império Persa Aquemênida impôs a derrota aos atenienses, em Egospótamos (405 a.C.), onde se apoderou da cidade e tirou a vida de três mil inimigos.
A vitória dos espartanos é terrível. Os atenienses foram massacrados aos milhares. Os navios destruídos, à exceção de umas poucas embarcações, que Conon salvou, levando-as para Chipre. A conseqüência da batalha de Egospótamos foi decisiva. Com ela, firma-se a hegemonia de Esparta. Atenas, em seguida, é sitiada e rende-se a Lisandro, que impõe duro castigo: destruição dos muros e fortificações, redução da frota a doze navios apenas, uma pesada contribuição de guerra e a formação de uma liga ofensivo-defensiva com Esparta.
No ano seguinte (404 a.C.) desembarcou no porto de Pireu, e Atenas, e destruiu de vez o poderio ateniense. Voltou para Esparta e tornou-se o mais poderoso político da Grécia de seu tempo. Impôs a todas as cidades rendidas regimes oligárquicos, as decarquias, formadas de partidários seus e vigiadas por guarnições espartanas. Reina então o "Período de Lisandro".
Na presença de Lisandro, ao som de flautas, são incendiadas as trincheiras e os muros demolidos. Lisandro faz eleger, depois, os “trinta tiranos”, aos quais fica confiado o governo da cidade. Assim nasceu o governo dos Trinta Tiranos em Atenas. Ao novo regime, considerado progressista, pertenceu Sócrates, notável filósofo grego, eleito para o Senado. Mas Sócrates não suportou o terror praticado por Lisandro contra os cidadãos tradicionais, e renunciou.

## Declínio e morte
A hegemonia espartana durou pouco mais de duas décadas (403−371 a.C.) e sua influência política começou a eclipsar-se quando Atenas restaurou a democracia.
No entanto, Lisandro tornou-se impopular em toda a Grécia promovendo os interesses dos seus amigos e desejando vingança contra aqueles que o desagradavam. Suas "decarquías" começam a ser eliminadas neste período de diminuição significativa da influência de poder político de Lisandro, que presumivelmente seria a intenção dos monarcas espartanos. Devido a esse e outros pontos de atrito, ele retornou ao Esparta, em 396 a.C., onde talvez começou a conspiração contra o poder das tradicionais famílias reais.
No começo da guerra de Corinto (395−387 a.C.), Lisandro liderou um exército de aliados a Beócia desde a Fócida e foi morto quando suas tropas foram capturadas em uma emboscada tebana em Haliarto.
Atenágoras de Atenas, escreveu ao imperador Marco Aurélio em torno de 176 d.C., acusando os habitantes de Samos de terem deificado Lisandro. Mas tal não é novidade, os romanos deificavam os seus imperadores.
Lisandro tem o seu perfil traçado nas frases que lhe são atribuídas: “Fazemos divertir as crianças com brinquedos e os homens com promessas” e “Devemos servir-nos da verdade ou da mentira, conforme às circunstâncias”.
Logo após sua morte, o império espartano foi sucedido por Lusandro Mothaces (filho único de Lisandro). Lusandro foi um dos responsáveis pela renovação da democracia de Atenas.
Adepto de decisões rápidas e ataques de surpresa, Lusandro foi considerado um gênio militar, reconhecido por sua coragem, sabedoria, competência bélica, engenhosidade diplomática, rara habilidade oratória e capacidade de fazer amigos por onde passava. 